# Protereotita
Protereotita (in greco προτερεότητα, priorità) è l'album di debutto della cantante pop greca Helena Paparizou. L'album ha venduto circa 87 000 copie in Grecia e 100.000 in tutto il mondo, divenendo uno degli album in lingua greca più venduti in assoluto. L'album è stato pubblicato anche nel resto dell'Europa, nelle versioni Euro-Edition, My Number One e Mambo! nel corso del 2005.

## Tracce

### Edizione standard originale
1. "Katse Kala" (Κάτσε Καλά) 4:24
2. "Protereotita" (Προτεραιότητα) 3:17
3. "Anditheseis" (Αντιθέσεις) 4:21
4. "Anamniseis" (Αναμνήσεις) 3:50
5. "Axizi" (Αξίζει) 4:01
6. "Taxidi Gia Ton Agnosto" (Ταξίδι Για Τον Άγνωστο) 4:23
7. "Galana" (Γαλανά) 4:00
8. "Eheis Kairo Na Mou Fereis Louloudia" (Έχεις Καιρό Να Μου Φέρεις Λουλούδια) 4:20
9. "Stin Kardia Mou Mono Thlipsi" (Στην Καρδιά Μου Μόνο Θλίψη) 3:01
10. "Zise (Vive La Vida Loca)" (Ζήσε) 3:09
11. "I Zoi Sou Zari" (Η Ζωή Σου Ζάρι) 3:31
12. "M'angaliazi To Skotadi" (Μ'αγκαλιάζει Το Σκοτάδι) 3:28
13. "Matia Kai Hili" (Μάτια Και Χείλη) 4:30
14. "Mesa Sti Fotia Sou" (Μέσα Στη Φωτιά) 3:46
15. "Anapandites Kliseis" (Αναπάντητες Κλήσεις) 4:07
16. "Treli Kardia" (Τρελή Καρδιά) 3:29
17. "Anapandites Kliseis (Remix)" 6:41

### Euro-Edition
1. "My Number One" 2:59
2. "OK" (versione in inglese) 2:58
3. "Let's Get Wild" 3:09
4. "The Light in Our Soul" 2:58
5. "I Don't Want You Here Anymore" 4:08
6. "A Brighter Day" 3:36
7. "If You Believe Me" 4:04
8. "Louloudia" 3:20
9. "To Fos Sti Psyhi" (Το Φως Στη Ψυχή) 2:58
10. "OK" (versione in greco) 3:09
11. "My Number One" (karaoke) 2:54

### My Number One edition
1. "My Number One" 2:59
2. "Let's Get Wild" 3:09
3. "The Light in Our Soul" 2:58
4. "OK" 2:58
5. "I Don't Want You Here Anymore" 4:08
6. "A Brighter Day" 3:36
7. "If You Believe Me" 4:04
8. "Katse Kala" 4:24
9. "Treli Kardia" 3:29
10. "Axizi" 3:24
11. "Stin Kardia Mou Mono Thlipsi" 3:01
12. "Taxidi Gia Ton Agnosto" 4:23
13. "Louloudia" 3:18
14. "My Number One" (Remix) 3:32

### Mambo! edition
1. "Mambo!" (versione in greco) 3:05
2. "Panda Se Perimena (Idaniko Fili)" (Πάντα Σέ Περιμένα (Ιδανικό Φιλή)) 3:50
3. "I Agapi Sou Den Meni Pia Edo (Aşkın Açamadığı Kapı)" (Η Αγάπη Σου Δε Μένει Πια Εδώ) 3:51
4. "Asteria" (Αστέρια) 3:52
5. "Mambo!" (versione in inglese) 3:06

## Classifiche
| Classifica (2004) | Posizione massima |
| ----------------- | ----------------- |
| Grecia            | 1                 |
| Svezia            | 13                |